# Joaquim Badimón Aymerich
Joaquim Badimon Aymerich, més conegut com a Ximet, és un exfutbolista i entrenador valencià. Va nàixer a Borriana el 4 de març de 1963, i ocupava la posició de defensa.

## Trajectòria
Va començar a jugar al club de la seua ciutat, el Borriana, fins que a la 85/86 fitxa pel CE Castelló. El club de la Plana militava a Segona Divisió. Hi va ser titular a la temporada 87/88, en la qual juga 36 partits i marca dos gols. A l'any següent, el Castelló aconsegueix l'ascens a la màxima categoria, en la qual hi roman dues temporades, en les quals el borrianenc hi suma 31 partits. A l'acabar la 91/92, es retira.
Posteriorment, ha seguit vinculat al món del futbol com a tècnic, dirigint a equips de les categories inferiors del CE Borriana